# Шварцкопф, Лилли
Лилли Шварцкопф (нем. Lilli Schwarzkopf, род. 28 августа 1983 года в Новопрокровке, Ысык-Атинский район, Киргизская ССР) — немецкая легкоатлетка, которая специализируется в многоборье. Серебряный призёр Олимпийских игр 2012 года и бронзовый призёр чемпионата Европы 2006 года в семиборье.

## Биография
В детстве её хобби было увлечение танцами. В 14 лет она стала заниматься лёгкой атлетикой. Выбор был не случаен, ведь её отец Рейнгольд Шварцкопф был десятиборцем, который также стал её тренером. Первыми международными соревнованиями стал чемпионат мира среди юниоров 2002 года, где она заняла 5-е место. Проживала (2008 год) в деревне Зибенштерн.

## Достижения
| Год  | Соревнование     | Город     | Результат | Дисциплина | Очки       |
| ---- | ---------------- | --------- | --------- | ---------- | ---------- |
| 2005 | Чемпионат мира   | Хельсинки | 13-е      | Семиборье  | 5993 очков |
| 2006 | Чемпионат Европы | Гётеборг  | 3-е       | Семиборье  | 6420 очков |
| 2007 | Чемпионат мира   | Осака     | 5-е       | Семиборье  | 6439 очков |
| 2008 | Олимпийские игры | Пекин     | 8-е       | Семиборье  | 6379 очков |
| 2011 | Чемпионат мира   | Тэгу      | 6-е       | Семиборье  | 6321 очков |
| 2012 | Олимпийские игры | Лондон    | 2-е       | Семиборье  | 6649 очков |